# Humacao (Humacao)
Humacao es un «barrio-pueblo» del municipio de Humacao, Puerto Rico. En el Censo de 2010 contaba con una población 3862 habitantes y una densidad poblacional de 5829,05 personas por km².

## Geografía
Humacao se encuentra ubicado en las coordenadas 18°9′7″N 65°49′28″O / 18.15194, -65.82444. Según la Oficina del Censo de los Estados Unidos, Humacao tiene una superficie total de 1.67 km², que corresponden a tierra firme.

## Demografía
Según el censo de 2010, de sus 3862 habitantes, la población de Humacao estaba compuesta por un 67,17% de blancos, un 15,07% de afrodescendientes,, un 0,67% de amerindios, el 0,03% asiáticos, el 8,18% eran de otras razas y al 8,88% se le identificó con dos o más razas. Del total de la población el 98,94% fueron clasificados como hispanos o latinos de cualquier raza.